# Susanne Nygårds
Susanne Nygårds (född 1961) är en svensk konstnär som är född och uppvuxen i Dalarna men som numera bor i Bromma i Stockholm. Nygårds är utbildad vid konsthögskolan i Umeå och finns representerad i ett många kommuner och landsting.